# (5926) Schönfeld
5926 Schonfeld (1929 PB) – planetoida z pasa głównego asteroid okrążająca Słońce w ciągu 3,61 lat w średniej odległości 2,35 j.a. Odkryta 4 sierpnia 1929 roku.